# 不良倶楽部
「不良俱楽部」（ふりょうくらぶ）は 2012年2月1日にユニバーサルシグマから発売されたクレイジーケンバンド15枚目のシングル。

## 概要
アルバム『ITALIAN GARDEN』からの先行シングル。MVには浅野忠信が全面出演している。

## 収録曲
作詞・作曲：横山剣　編曲：横山剣/小野瀬雅生（特記以外）
1. 不良倶楽部(3:44)[1]
  - iRobot『新ルンバ』CMソング。
2. サボさんまいったな(4:19)[1]
  - 作詞：ふじきみつ彦
  - Eテレ『みいつけた!』挿入曲[2]のセルフカバー。オリジナルは同番組のキャラクターたち（サボさん, コッシー & スイちゃん）による歌唱（演奏はクレイジーケンバンド）。
3. eye catch〜クケバと呼んでくれないか〜(0:30)[1]
4. CRAZY KEN BAND's Information(15:02)[1]
5. 不良倶楽部（KARAOKE）(3:45)[1]
6. サボさんまいったな（KARAOKE）(4:19)[1]